# Letterkenny
Letterkenny je město v hrabství Donegal na severu Irska. Město vzniklo na začátku 17. století jako obchodní město.

## Školství

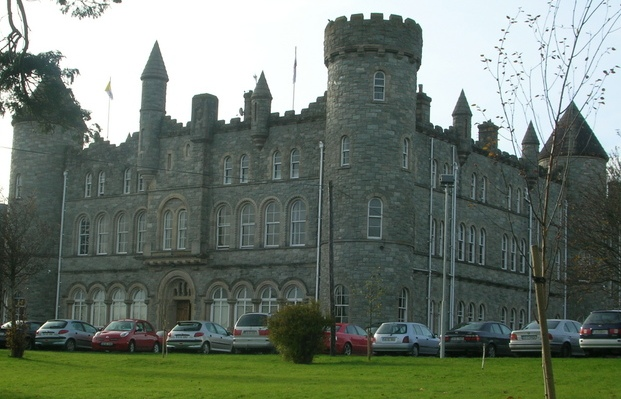
Vysoká škola svatého Eunana

Ve městě je 5 základních a 4 střední školy.

## Sport
V Letterkenny se nachází moderní komunitní účelový rekreační a sportovní areál, který zahrnuje plavecký bazén, fotbalová hřiště a sportovní haly. Nejoblíbenějšími sporty ve městě jsou rugby a fotbal, ale provozuje se také mnoho dalších menšinových sportů, jako je box, kickbox, golf, plavání a gymnastika.